# Aubier
Pour les articles homonymes, voir Aubier (homonymie).

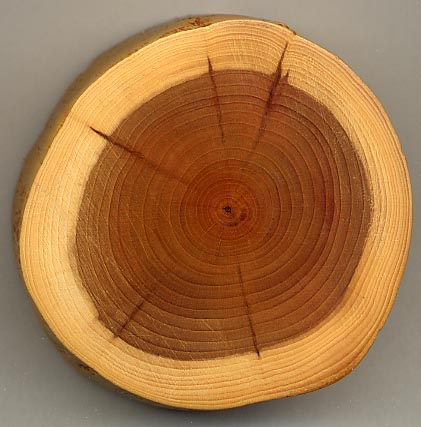
Coupe de bois d'if commun montrant l’aubier (plus clair) et le duramen (plus sombre).

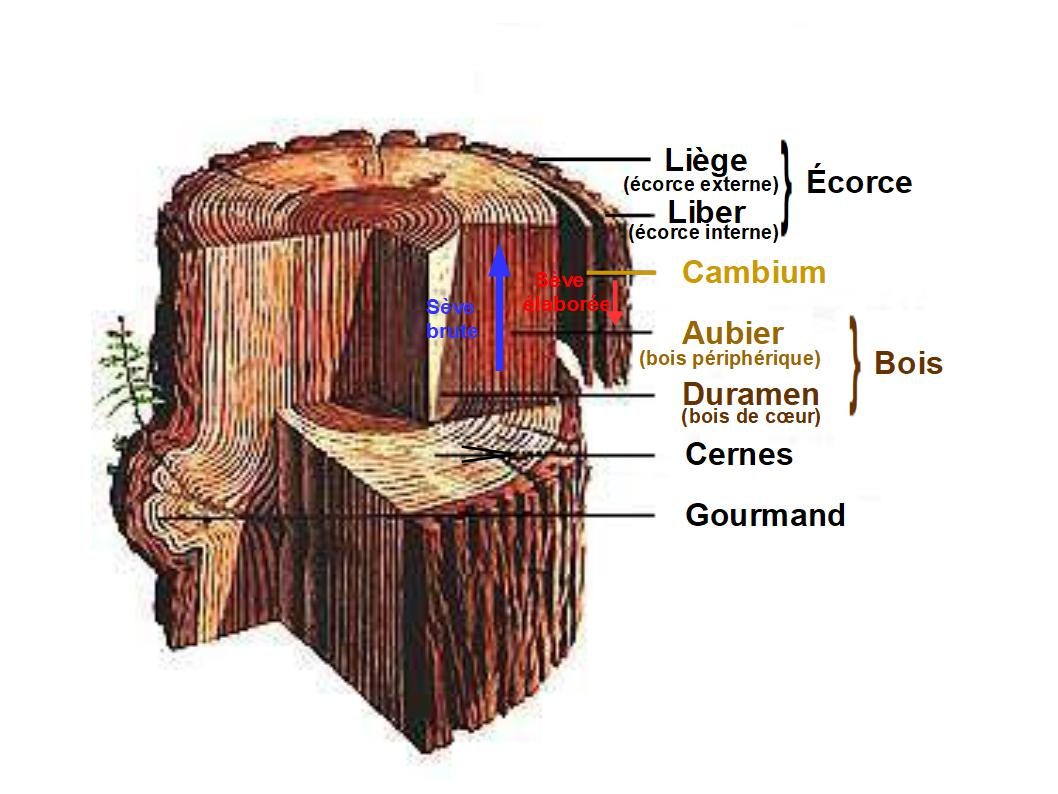
Section du tronc d'un arbre, et différentes structures du bois.

L’aubier, ou aubour (du latin albus, « blanc », l'aubier étant souvent de couleur blanche), est la partie de l’arbre se situant entre le bois de cœur ou duramen et le cambium. Cette région périphérique est un bois vivant (alors que le duramen est un bois presque entièrement mort), plus poreux, plus tendre, plus clair, plus léger, plus hydraté que le duramen, et dont les vaisseaux conducteurs véhiculent la sève brute. 
C’est la partie physiologiquement active du xylème secondaire (il n'y a pratiquement plus d'échanges hydriques dans le bois de cœur).

## Caractéristiques physiques et mécaniques
Il est généralement plus sensible aux attaques des insectes xylophages, car il est plus riche en protéines et autres nutriments recherchés par les champignons, les insectes et les bactéries lignivores ou saproxylophages.
Plus fragile que le bois formé, l'aubier se fissure aisément et ne peut donc pas être utilisé dans la construction pour des éléments d´une structure porteuse.[réf. nécessaire]
Au niveau de sa dureté, malgré bien des croyances populaires, l'aubier et le duramen sont similaires (à l'exception d'arbres exceptionnellement âgés où l'aubier est plus dur) .
Les sylviculteurs distinguent les espèces d'arbres à zone poreuse (chêne, châtaignier, frêne, orme), dont le bois d'aubier est formé de peu de cernes, avec des vaisseaux de gros diamètres dans lesquels la sève circule à une vitesse élevée (de l'ordre de 10 à 50 m/h) ; les espèces à pores diffus (hêtre, charme, bouleau, érable, peuplier, saule, tilleul, noyer), dont les vaisseaux de plus petits diamètres sont abondants et bien répartis, et dans lesquels la sève circule à une vitesse de l'ordre de 1 à 5 m/h ; les espèces non poreuses (les résineux), ont un aubier constitué uniquement de trachéides, dans lesquelles la sève circule à une vitesse faible, de l'ordre de 1 à 2 m/h.

## L'aubier et la sève
La sève brute est transportée dans l’aubier par des « vaisseaux actifs », l'arbre associant les effets de la porosité (permise par les canaux de sève) et de la capillarité à ceux de l'évapotranspiration pour faire monter la sève vers la canopée, à plus de 100 m de hauteur parfois.

## Lexique
On appelle également aubier le saule ou la viorne obier.

## Utilisation
Les menuisiers, charpentiers, agriculteurs ne sont intéressés que par le duramen et évitent de mettre de l'aubier dans leurs meubles, charpentes ou aménagements utilitaires, car ce bois est trop tendre. Gorgé de sève et de substances nutritives, il est touché par la pourriture et la vermoulure lorsqu'il est façonné. L'aubier est donc une chute (bois à brûler) et les essences riches en aubier sont impropres à l'emploi dans la construction.En revanche, l'état de l'aubier indique aux menuisiers, charpentiers, agriculteurs si l’arbre est coupé depuis longtemps (donc bien sec) car au bout de trois ou quatre ans, les larves des insectes xylophages s’y installent sans attaquer le duramen. 
L'aubier de tilleul à petites feuilles (Tilia cordata) est utilisé en phytothérapie et herboristerie.